# Rajery
Germain Randrianrisoa, mais conhecido como Rajery (Ambohimanga, 1964), é um professor, compositor, cantor e instrumentista malgaxe, especializado no tradicional instrumento de cordas valiha. É também terapeuta musical e através de sua música e outros projetos desenvolve um trabalho social e ambientalista.

## Biografia
Filho de camponeses, nasceu em Ambohimanga, nos arredores de Antananarivo. Ainda bebê devido a uma doença teve amputados os dedos da mão direita, mas aos 15 anos decidiu aprender sozinho a tocar valiha, um instrumento de grande tradição em Madagáscar, considerado sagrado. Para sobreviver passou a trabalhar como contador. Conseguiu desenvolver uma técnica original de tocar e a partir de 1983, com o grupo Tsilavina, passou a revisitar o repertório tradicional da valiha, o que lhe foi útil para ampliar seus conhecimentos sobre as tradições musicais das diferentes regiões de Madagáscar e para fundí-las em um estilo de composição próprio. Alguns anos depois fundou a orquestra Akombaliha, o primeiro grande grupo exclusivamente dedicado à valiha, com 23 integrantes, cada um tocando uma das várias formas que o instrumento desenvolveu ao longo da história.
Em 1989 passou a dar aulas de valiha e abriu sua própria escola em 1994, junto com uma oficina de construção de instrumentos com o apoio da UNESCO e da Handicap International, como parte de uma campanha para erradicar o trabalho infantil e apoiar crianças de rua. Segundo Daniel Brown, "determinado a modernizar e renovar o repertório da valiha, Rajery lançou um festival anual, Fanamby, em 1994, que também sensibilizou o público para o poder curativo da música para pessoas com deficiência. A ligação entre música e terapia tem sido central em sua filosofia desde então. [...] Rajery sempre misturou a espiritualidade que herdou de sua criação com sua música". Disse Rajery que "a valiha me salvou, então não vejo razão para que ela não possa salvar os outros. Escrevi um manual sobre a terapia valiha e o usei para curar as pessoas". Ele complementa: 
"O artista é um educador na sociedade. Escrevo textos que contam o cotidiano. Eu me comprometo e tento aplicar tudo o que escrevo nos meus textos. É por isso que criei uma escola de música, que investi na abolição do trabalho infantil. Também trabalhei para a conscientização de pessoas com deficiência. Tudo isso, acho que é complementar ao meu status de artista. Vivo e morro em sociedade".

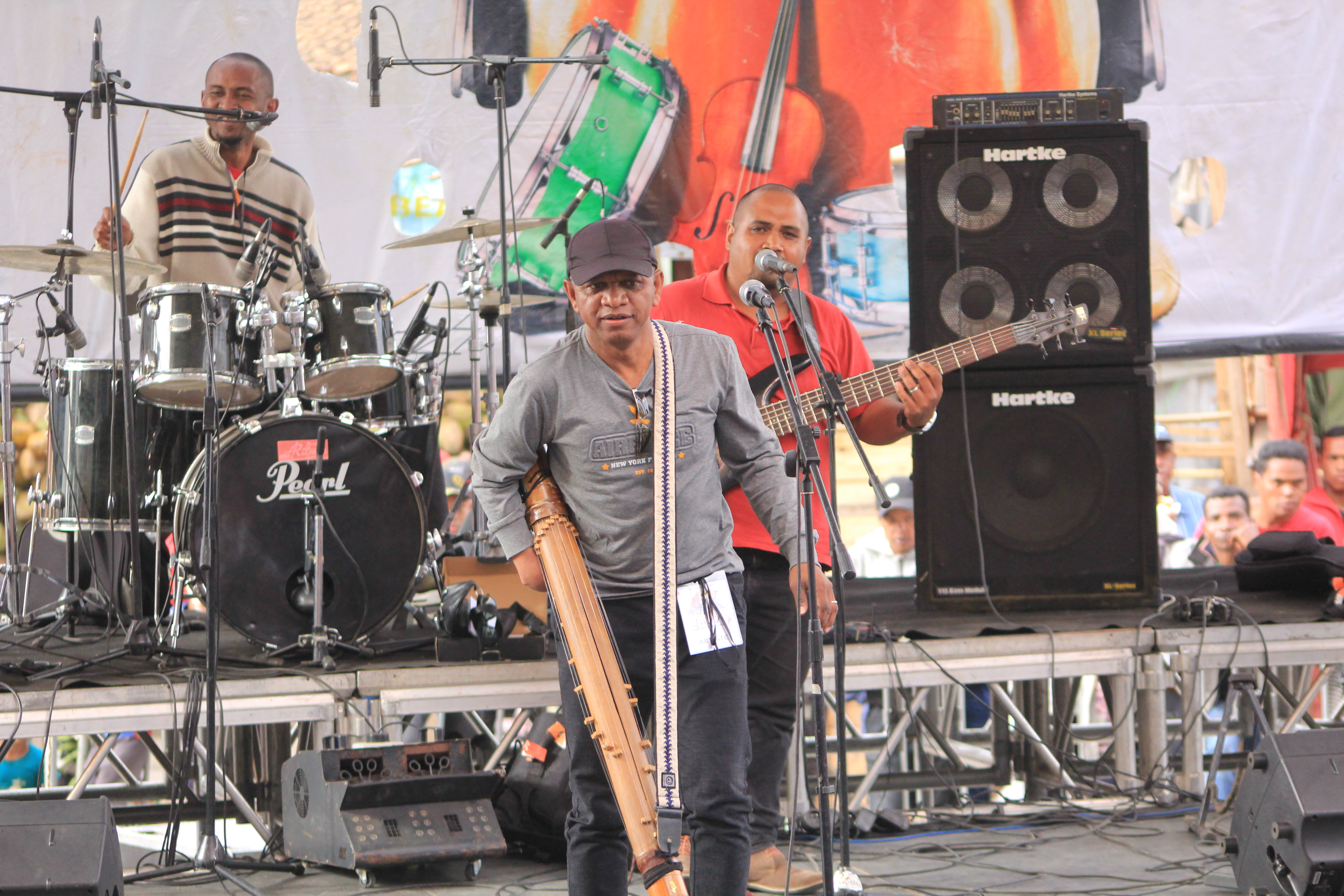
Rajery, em primeiro plano, com seu grupo, no festival Jazz Tohatohabato de 2023

Ganhou visibilidade internacional depois de sua participação do Festival Métis de Angoulême, na França. Em 1999 gravou seu primeiro disco, Dorotanety, que foi um sucesso musical mas também chamou a atenção pela temática ambientalista de suas letras, um interesse que se manteve ao longo de sua carreira. A boa repercussão do álbum lhe valeu o convite para se apresentar em vários festivais. No álbum Fanamby, de 2001, apresentou um mix de cantos polifônicos malgaxes a capella e peças nos gêneros tradicionais salega e tsapika, seguindo-se concertos na Cité de la Musique em Paris e uma turnê norte-americana. Em 2002 ganhou o Prêmio Découvertes da Rádio França Internacional na categoria World Music, pelo álbum Fanamby, consagrando-o definitivamente na cena internacional. Em 2003 fez turnês pelo sul da África, Madagáscar e Europa. Em 2004 lançou o disco Volontany, apresentando-o no festival Chorus des Hauts-de-Seine, na França.
Em 2004 criou o festival Angaredona em Madagáscar, que rapidamente atraiu a participação de grupos de toda a ilha, contando com convidados do exterior. Em 2006 fundou o grupo 3MA junto com Driss El Maloumi ao oud e Toumani Diabaté, que toca corá. Diabatê pouco depois deu lugar a Ballaké Cissoko. Em 2007 lançou seu quarto álbum, Sofera, recebido muito favoravelmente pela crítica, e participou do festival Musiques Métisses na França e do festival Sakifo na Ilha Reunião. O ano de 2008 representou uma extraordinária expansão em suas atividades, principalmente através do grupo 3MA, lançando o primeiro álbum do grupo e apresentando-se em 25 países, seguindo-se uma intensa turnê europeia em 2009. Em 2012 lançou o álbum Tantasha, que retornou a letras com uma preocupação com o ambiente e a vida dos camponeses. Participou de vários outros festivais internacionais e em 2013 participou da segunda edição do projeto Wake Up Madagascar, destinado a conscientizar a opinião pública internacional sobre o desmatamento em Madagáscar. No mesmo ano lançou Bedia, um álbum instrumental solo dedicado à valiha. Em 2017 o grupo 3MA participou do projeto The Routes of Slavery (As rotas da escravidão) de Jordi Savall. Ainda em 2017 lançou com o 3MA o álbum Anarouz, e até 2020 o trio se apresentou na Grã-Bretanha, França, Bélgica, Turquia, Espanha, Finlândia, Japão, Itália e Estados Unidos.
Em 2020 a pandemia de covid-19 o deixou muito confinado em casa com sua família, dedicando-se a plantar arroz e ervas medicinais e cuidar de sua criação de peixes e seu apiário, que integra nas suas práticas terapêuticas, além de fazer planos para novos projetos musicais e compor em parceria com seus filhos, Jery, guitarrista, e Christian Zo, percussionista. Em entrevista disse que "esta pandemia permitiu-me confirmar os meus compromissos com a minha família, esta terra, os desafios da vida. [...] Nós experimentamos a devastação das mudanças climáticas em primeira mão aqui. Meu novo álbum será sobre a falta de água, o sofrimento dos agricultores ao meu redor sem água subterrânea para extrair, e um chamado para tornar Madagáscar verde novamente".
Suas composições incorporam influências da música tradicional, do reggae e do jazz. Já o grupo 3MA, composto por músicos de diferentes países, mescla elementos da tradição malgaxe, da cultura griot da África Ocidental e da tradição clássica árabe do norte africano.
Rajery é considerado uma lenda viva em Madagáscar. Segundo a Rádio França Internacional, "em poucos anos, Rajery, o 'príncipe da valiha', estabeleceu-se como um dos artistas mais ativos e brilhantes da Ilha Grande, desenvolvendo muitas atividades relacionadas além da música que refletem sua motivação para promover a cultura malgaxe. Um trabalho que ele não esquece de realizar primeiro em escala nacional enquanto segue uma carreira internacional".